# Krista Obižajeva
Krista Obižajeva (ur. 30 kwietnia 1996) – łotewska lekkoatletka, tyczkarka.
Brązowa medalistka mistrzostw świata juniorów młodszych z Doniecka (2013). Mistrzyni Łotwy (2011).

## Osiągnięcia
| Rok  | Impreza                               | Miejsce | Lokata     | Wynik |
| ---- | ------------------------------------- | ------- | ---------- | ----- |
| 2013 | Mistrzostwa świata juniorów młodszych | Donieck | 3. miejsce | 4,05  |

## Rekordy życiowe
- Skok o tyczce (stadion) – 4,20 (2012) rekord Łotwy
- Skok o tyczce (hala) – 4,19 (2013) rekord Łotwy